# Aldersfordeling
En aldersfordeling er et hjælpemiddel inden for demografien til beskrivelse af en befolkning i et givet område.
Efter forholdene kan aldersfordelinger have forskellige forhold:
1. Opdeling i tre aldersgrupper: 0-14 år (børn), 15-64 år (erhvervsaktive) og over 65 år (pensionister)
2. Opdeling på 5-årsgrupper (0 år, 1-4 år, 5-9 år, 10-14 år, 15-19 år osv.)
3. Opdeling på 1-årsgrupper.

Aldersfordelinger udnyttes til at belyse forskellige demografiske forhold, således forholdet mellem erhvervsaktive og forsørgede. Desuden bruges oplysningerne (sammen med oplysninger om køn og ægtestand) til opstilling af en befolkningspyramide, der kan udnyttes ved udvidede demografisk analyser, fx om befolkningen er "voksende", "stabil" eller "aftagende" (hhv. mange, færre og få børn i forhold til ældre aldersgrupper).